# Cines
Cines (llamada oficialmente San Nicolao de Cis) es una parroquia española del municipio de Oza-Cesuras, en la provincia de La Coruña, Galicia.

## Entidades de población
Entidades de población que forman parte de la parroquia:
- Andrís
- Rocha (A Rocha)
- Casasnovas (As Casas Novas)
- Serra (A Serra)
- Veis (Beis)
- Castro
- Cristín
- Porto (O Porto)
- Telleiro (O Telleiro)
- Quintela
- Vilar de Locrendes
- O Mosteiro
- A Portería

## Demografía
| Gráfica de evolución demográfica de Cines entre 2000 y 2019 |
|                                                             |
| Datos según el nomenclátor publicado por el INE.            |

## Patrimonio
En la parroquia se fundó el monasterio de San Salvador de Cines, del que sólo se conserva la iglesia monacal.